# سامانتا آرسنائولت
سامانتا آرسنائولت (به انگلیسی: Samantha Arsenault) (زادهٔ ۱۱ اکتبر ۱۹۸۱) شناگر اهل ایالات متحده آمریکا است.